# Jean-Pierre de Lucovich
Jean-Pierre de Lucovich est un chroniqueur mondain, ancien journaliste et auteur français.

## Biographie
Ancien journaliste à Paris Match et Vogue Hommes, il était l'un des piliers de Castel. Il publie son premier roman chez Plon en 2011, pour lequel il reçoit le Prix Arsène Lupin.

## Ouvrages
- 1967 : La Vie exaltante d'Alfred Baugard Eric Losfeld Editeur, Le Terrain Vague.
- 1976 : Mes années folles, Ed. Lattès. Réédition Ed. Ramsay in Ramsay Poche Cinéma, 1988  (ISBN 978-2859564803).
- 2003 : Mes stars : L'Album secret de Willy Rizzo, éditions Filipacchi,  (ISBN 978-2850187728).
- 2011 : Occupe-toi d'Arletty !, Ed. Plon[3]
- 2015 : Satan habite au 21, Ed. L'Archipel[4].
- 2016 : People Bazaar - Souvenirs d'un infiltré dans le beau monde. 1950-2000, Editions Séguier  (ISBN 978-2840497165).
- 2019 : L'assassinat d'Orson Welles, Éditions du Rocher  (ISBN 9782268101958)